# I Love Techno
Pour les articles homonymes, voir ILT.
I Love Techno, parfois appelé ILT, ou I Love Techno Europe depuis 2015, est un festival de musique électronique organisé annuellement à Montpellier, en France. Le festival prenait place à l'origine à la Flanders Expo de Gand, en Belgique. Le festival est connu pour avoir accueilli de nombreux DJ reconnus internationalement tels que Richie Hawtin, Justice, The Prodigy, ou Daft Punk.

## Histoire
I Love Techno est fondé en 1995 par Peter Decuypere (fondateur du Fuse à Bruxelles) et Herman Schueremans. À l'origine, le festival prenait place tous les ans en novembre à la Flanders Expo de Gand, en Belgique.
L'édition du 12 novembre 2005 accueille entre 33 000 et 35 000 personnes et avait un caractère spécial puisqu'elle célébrait les dix ans d'existence de I Love Techno. Elle avait comme slogan Forever Yours. L'évènement attire des spectateurs de multiples nationalités. Une version plein air (outdoor) de I Love Techno fut organisée le 19 juillet 2003 sur le site industriel de Balendijk (commune de Lommel). C'est la seule version outdoor à ce jour.
Depuis 2015, le festival se produit au Parc des expositions de Montpellier, situé à côté de l'Arena, sur la commune de Pérols dans le sud de la France. En réalité, une première édition en France devait avoir lieu en 2014 mais fut annulée le jour même pour des raisons de sécurité. À partir du 19 décembre 2015, I Love Techno devient I Love Techno Europe et se produit à Montpellier dans le département de l'Hérault, en France.
L'édition 2024 est annoncée en décembre 2023 pour se dérouler entre le 29 et 31 mars 2024,,.

## Flanders Expo
À l'occasion d'ILT, le Flanders Expo est divisé en plusieurs salles. Il y a en tout six salles annexes, chacune accueillant jusqu'à 5 000 personnes (une fois ce nombre atteint, les portes sont fermées jusqu'à ce que les salles se vident un peu) :
- 5 qui sont consacrées à une line-up spécifique de DJ : Blue, Red, Orange, Yellow et Green Room.
- S'y ajoute la Chill Room, qui permet au public de s'asseoir pour se reposer ; des sièges y sont disponibles et la musique de fond y est plus « calme ».

## Programmations
- 2015 : Paul Kalkbrenner, Tale Of Us, Nina Kravitz, Len Faki, Birdy Nam Nam, Vitalic, N'To, Bambounou en b2b avec French Fires, Camo & Krooked feat. MC Youthstar, Borgore, DJ Tennis, Paranoid London, Wilkinson, Savant, Alesia, Tomsize, Efix, Lucid et Contest Winner.
- 2016 : Maceo Plex, Laurent Garnier, Dave Clarke, Ben Klock en b2b avec Marcel Dettmann, Mind Against, Recondite, Vitalic, Boys Noize, Worakls, Petit Biscuit, Noisia., Badjokes, Black Sun Empire, Comah, Cosmic Boys, Figure, Trollphace et Contest Winner.
- 2017 : Agoria en b2b avec Oxia, Boris Brejcha, Étienne de Crécy, Jeff Mills, Paul Kalkbrenner, The Blaze, Rødhåd, Sam Paganini, Manu le Malin, Agents of Time, Citizen Kain, Zomboy, Herobust, Ecraze X Graphyt, Dimension, Romulus, Contest Winner, Killbox, Damien Messina, Idem Nevi, Todd et Yuki.